# Darite
Darite – wieś w Anglii, w Kornwalii. Leży 88 km na północny wschód od miasta Penzance i 324 km na zachód od Londynu.